# Авазан
Авазан (вірм. Ավազան) — село в марзі Гегаркунік, на сході Вірменії. Село розташоване на північ від міста Варденіс та на південний схід від міста Чамбарак.